# Oktavreinheit (Saiteninstrument)
Oktavreinheit ist ein Qualitätsmerkmal von Saiteninstrumenten mit Bünden. Bei einem oktavreinen Instrument klingt jede Saite im 12. Bund gegriffen exakt eine Oktave höher als ungegriffen, bei einem nicht oktavreinen weicht die Tonhöhe nach oben oder unten leicht ab.

## Begriffserklärung

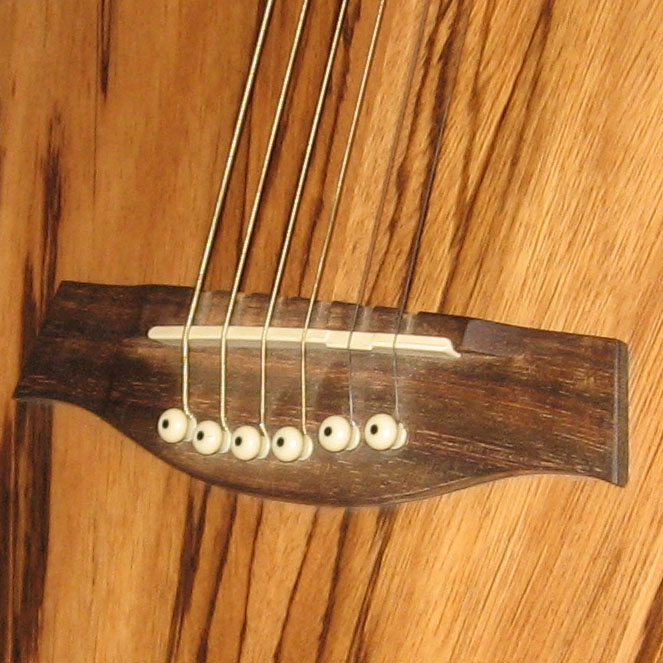
Schräg eingebaute Stegeinlage einer akustischen Gitarre zum Mensur-Ausgleich, die Kante der h-Saite (2. von rechts) ist hier zusätzlich versetzt

Als oktavrein wird das richtige Verhältnis zwischen Mensur einer einzelnen Saite und den Bünden bezeichnet. Oft wird der Begriff auch in Bezug auf das gesamte Instrument bzw. auf alle aufgezogenen Saiten benutzt. Oktavreinheit ist ein Spezialfall der Bundreinheit.
Bringt man den 12. Bund (12 Bünde entsprechen 12 Halbtonschritten, was wiederum eine Oktave ergibt) exakt in der Mitte der Mensur an, wird eine dort gegriffene Saite in ihrer Mensur halbiert und müsste theoretisch eine Oktave höher klingen. Tatsächlich aber ist die gegriffene Saite nicht nur verkürzt, sondern bekommt durch den Druck auf das Griffbrett auch zusätzliche Spannung. Diese Spannungszunahme verstimmt die Saite geringfügig nach oben.
Für ein oktavreines Instrument muss dieser Effekt ausgeglichen werden, indem die Mensur minimal länger angelegt wird als der doppelte Abstand vom Sattel zum 12. Bund. Dieser Mensur-Ausgleich wird durch bauliche oder mechanische Maßnahmen am Steg erreicht.
Je dicker und/oder härter die Saite ist, desto größer ist im Allgemeinen dieser Effekt und damit die notwendige Verlängerung der Mensur zum Erreichen der Oktavreinheit. Bei Darm- oder Nylonsaiten ist der Effekt relativ gering und es genügt ein gerader Steg oder ein Steg mit leicht schräg stehender Stegeinlage. Bei Metallsaiten fällt der Effekt größer aus. Bei der E-Gitarre und dem E-Bass kann mit speziellen Bauteilen der Brücke – meist als Saitenreiter bezeichnet – die Mensur jeder Saite individuell eingestellt werden.
Die Begriffe „Oktavreinheit“ und „oktavrein“ haben im Englischen keine Entsprechung. Die Einstellung der Intonation eines Saiteninstruments wird als „set up“ oder „setup“ bezeichnet.

## Überprüfen der Oktavreinheit
Die Oktavreinheit kann mit einem geübten Gehör oder einem handelsüblichen Stimmgerät überprüft werden.

### Mit dem Gehör
Auf der Saite wird zunächst ein um eine Oktave höher klingender Flageolettton erzeugt. Hierzu berührt man die Saite mit der Fingerspitze der Greifhand über dem 12. Bund, ohne zu drücken, und schlägt sie an. Dann greift man die Saite im 12. Bund vollständig und schlägt sie erneut an. Ist die Saite oktavrein, dann stimmen die beiden Töne exakt überein.

### Mit dem Stimmgerät
Die Saite wird leer angeschlagen, und die Anzeige auf dem Stimmgerät überprüft. Nun wird die Saite im 12. Bund gegriffen, angeschlagen und erneut die Anzeige auf dem Stimmgerät überprüft. Ist die Saite oktavrein, dann zeigt das Stimmgerät bei der 2. Messung einen Ton an, der exakt eine Oktave über dem ersten liegt.

## Einstellen der Oktavreinheit

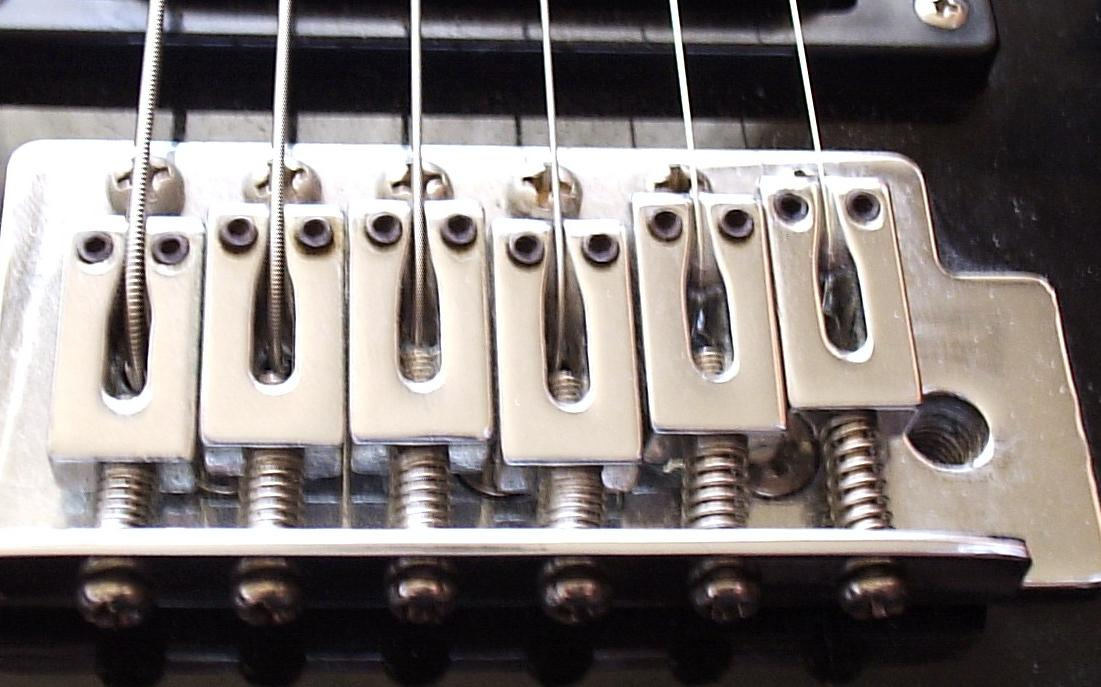
Sechs Reiter einer Brücke der E-Gitarre

Ist die Tonhöhe der gegriffenen Saite zu niedrig, so muss die Mensur verkürzt werden, während die Mensur verlängert werden muss, wenn die Tonhöhe der gegriffenen Saite zu hoch ist.
Bei E-Gitarren ist dies durch die „Reiter“ möglich, die für jede Saite einzeln verstellbar sind. Sie werden von einer Schraube festgehalten, wodurch man sie durch ein Anziehen der Schraube heranziehen kann (das entspricht dem Verlängern der Mensur), oder durch ein Lockern der Schraube weiter vom Haltepunkt entfernen kann (das entspricht dem Verkürzen der Mensur).
Die Reiter dienen dazu, die Länge des schwingenden Saitenteils an die jeweilige Saitenstärke anzupassen, etwa, wenn der Gitarrist zu einem dickeren oder dünneren Saitensatz wechselt: Eine dickere Saite verkürzt den schwingenden Teil der Saite etwas, ein dünnere Saite verlängert ihn (es handelt sich hier nur um Millimeter-Bruchteile), wodurch die Oktavreinheit minimal verfehlt wird. Mit den individuellen Saitenreitern lassen sich diese Verfehlungen beheben.
Ältere Fender-Telecaster-Modelle haben nur drei Saitenreiter für sechs Saiten. Die Einstellung der Oktavreinheit ist hier nur mit Kompromissen möglich.
Bei der klassischen oder Western-Gitarre ist das Verändern der Stegposition, um so die Mensur entsprechend zu verlängern oder zu verkürzen, kaum möglich, da der Saitenhalter auf dem Korpus festgeleimt und somit in seiner Position fest und nicht veränderbar ist. Jedoch kann man den Steg Saiten-verlängernd bzw. Saiten-verkürzend anschrägen. Diese minimale Anpassung genügt bei guten Instrumenten in der Regel. Bei anderen Saiteninstrumenten, wie z. B. Mandolinen, Streichinstrumenten, Archtop-Jazzgitarren oder Cistern, ist der Steg oftmals beweglich und kann zur Einstellung der Oktavreinheit verschoben oder leicht schräg gestellt werden.